# Foodtruck

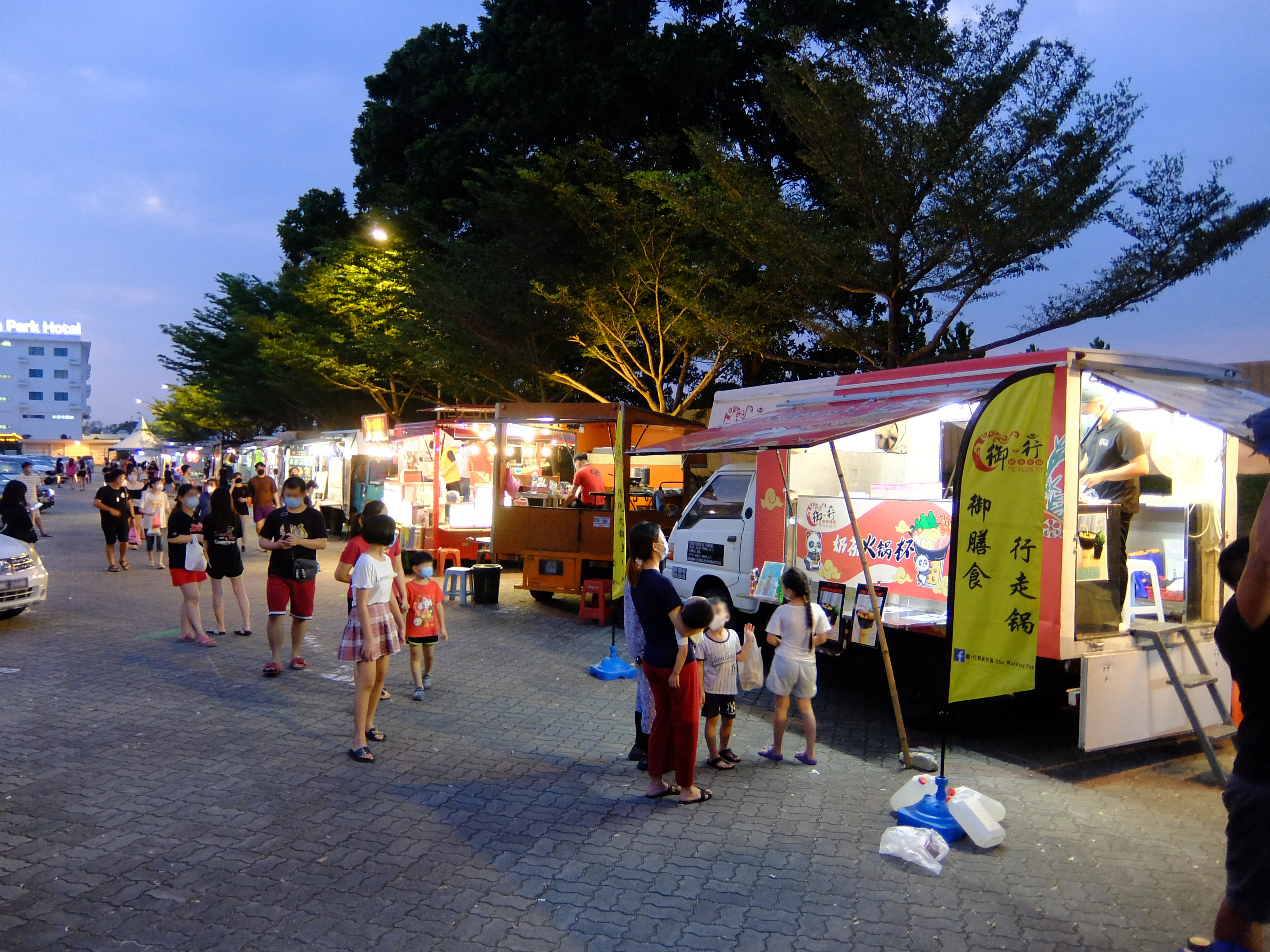
Foodtruck

Een foodtruck is een gemotoriseerd mini-eetcafé waar straatvoedsel bereid en verkocht wordt tegen relatief lage prijzen.
Er zijn ook aanhangwagens met dezelfde functie, de foodtrailers. Onder andere namen en in verschillende vormen bestaat dit fenomeen al langere tijd. Zo wordt al zeker vanaf het begin van de 20e eeuw vanuit bestelauto's of bakfietsachtige constructies bijvoorbeeld ijs (ijscowagen), frites (mobiele frituur), vis en worst verkocht. De moderne foodtruck is omstreeks 2010 aan zijn opmars begonnen. De foodtruck verkoopt vaak een beperkt aantal producten die onderling verwant zijn, zoals snacks als patat, Vietnamese loempia's, poffertjes, pizza's, koffie, broodjes, vegetarische hapjes of vruchtensappen. Soms worden ook complete maaltijden aangeboden en in toenemende mate gezonde en luxueuze producten. Foodtrucks zijn te vinden op festivals en andere evenementen, zoals bruiloften en bedrijfsfeesten, maar ook in winkelcentra. Er zijn in België en Nederland speciale foodtruckfestivals.